# Tình trạng các đảng cộng sản Đông Âu sau Cách mạng 1989
Tình trạng các đảng cộng sản Đông Âu sau Cách mạng 1989 là tình trạng của các đảng cộng sản từng cầm quyền tại các nước Đông Âu sau khi chế độ Xã hội chủ nghĩa hiện thực đã sụp đổ ở các nước này vào năm 1989.

## Mở đầu
Cuối thập niên 80 các chính quyền cộng sản ở Đông Âu nới lỏng các quyền lực của mình và sau đó đã tự giải tán một cách nhanh chóng. Góp phần cho các cuộc cách mạng ở Đông Âu là cuộc khủng khoảng kéo dài của Xã hội chủ nghĩa hiện thực cũng như những quá trình của chính sách hòa hoãn (Détente) qua các hội nghị về an ninh và hợp tác tại Âu Châu. Những nỗ lực cải tổ dưới thời Mikhail Sergeyevich Gorbachyov ở Liên Xô cũng là động cơ thúc đẩy về chính trị và tinh thần đạo đức cho những người bất đồng chính kiến ở các nước xã hội chủ nghĩa anh em. Nó đưa đến những thay đổi lớn về thể chế chính trị, ban đầu ở Ba Lan, rồi Hungary. Sự sụp đổ bức tường Berlin vào ngày 9 tháng 11 năm 1989 là sức đẩy cho những biến đổi ở Tiệp Khắc và Romania, trong đó Romania là nước duy nhất thuộc Đông Âu lật đổ chế độ cộng sản bằng bạo lực.

## Ba Lan

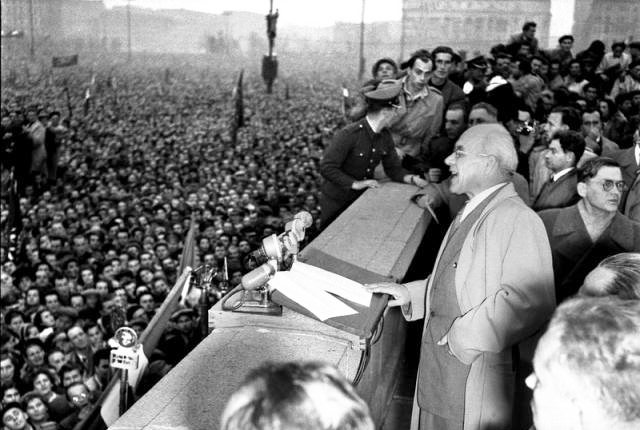
Władysław Gomułka, trong thời kỳ được ưa chuộng nhất, ngày 24 tháng 10 năm 1956, nói chuyện với hàng trăm ngàn người ở Warszawa, kêu gọi họ chấm dứt biểu tình và trở lại làm việc.

Đảng Công nhân Thống nhất Ba Lan (tiếng Ba Lan: Polska Zjednoczona Partia Robotnicza, PZPR) là tên gọi của đảng Cộng sản ở Ba Lan. Nó được thành lập qua đại hội đảng thống nhất của đảng Công nhân Ba Lan (Polska Partia Robotnicza, PPR) và đảng Xã hội chủ nghĩa Ba Lan (Polska Partia Socjalistyczna, PPS) từ 15 đến 21 tháng 12 năm 1948. Thiệt ra đây là việc đảng PPS bị nhập vào đảng PPR, bởi vì các cán bộ đảng PPS đã phản đối và bị loại trừ khỏi đảng. Ngoài ra một số đảng viên PPR bị cáo buộc thuộc thành phần "khuynh hữu dân tộc" như là Władysław Gomułka và Marian Spychalski mà phản đối Liên Xô can thiệp vào nội bộ của nước Ba Lan, cùng các đồ đệ của họ, đã phải chịu chung một số phận. Người ta tin rằng, Joseph Stalin đã làm áp lực với Bolesław Bierut và Jakub Berman để buộc làm chuyện này. Theo ước tính, khoảng 25% các nhà xã hội chủ nghĩa đã bị gạt ra khỏi những sinh hoạt chính trị. Vào thời cực thịnh cuối thập niên 1970, đảng PZPR có tới 3,5 triệu đảng viên.

### Công Đoàn Đoàn Kết, thiết quân luật

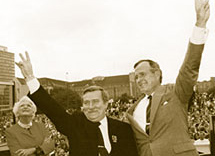
Tổng thống Hoa Kỳ George H. W. Bush (bên phải), Barbara Bush (bên trái) với Wałęsa (giữa) ở Warsaw, tháng 7 năm 1989.

Vào năm 1980, Ba Lan bước vào thời kỳ khủng khoảng kinh tế, phong trào đình công đòi tăng lương, phản đối chính sách kinh tế, chính trị, xã hội của nhà nước lan rộng khắp Ba Lan. Ủy ban Đình công Toàn Quốc đã ra tuyên bố thành lập tổ chức công đoàn lấy tên là Liên hiệp Công đoàn Độc Lập Đoàn Kết (Công đoàn Đoàn Kết), nhưng không được phép hợp thứ hóa với lý do là không phù hợp với hiến pháp. Đảng Cộng sản Ba Lan lo sợ đã cho tướng Wojciech Jaruzelski lên nắm quyền. Ông ta đã cho ban hành thiết quân luật vào ngày 13 tháng 12 năm 1981. Đến ngày 8 tháng 10 năm 1982 quốc hội ra nghị quyết cấm hoạt động và giải thể Công Đoàn Đoàn Kết.

### Chính quyền phi cộng sản đầu tiên, đảng giải thể
Vào tháng 4 năm 1989, sau những nỗ lực của đảng Cộng sản thành lập một chính phủ quân đội thất bại, họ đã cho hợp pháp hóa Công đoàn Đoàn kết, thành lập một nghị viện thứ hai, cũng như cho bầu cử quốc hội vào ngày 4 tháng 6 năm 1989. Các ứng cử viên đối lập giành được tất cả các chỗ họ được phép cạnh tranh trong Hạ viện, trong khi tại Thượng viện họ chiếm 99 trong số 100 ghế.
Một chính phủ Phi Cộng sản mới, được lãnh đạo bởi thủ tướng Tadeusz Mazowiecki, một lãnh tụ Công đoàn Đoàn kết lập liên minh với đảng Nông dân Thống nhất và đảng Dân chủ, đã tuyên thệ nhậm chức vào tháng 9 năm 1989. Đây lần đầu tiên, kể từ 40 năm, có một chính quyền không thuộc đảng Cộng sản ở các nước Khối Đông Âu. Wojciech Jaruzelski từ bỏ chức vụ tổng thống Ba Lan năm 1990, được thay thế bởi Lech Wałęsa vào tháng 12 cùng năm.

### Liên minh Dân chủ cánh Tả
Từ tháng 1 năm 1990, việc sụp đổ của đảng Cộng sản Ba Lan được xem như là không thể tránh khỏi. Ở khắp mọi nơi trong nước, dân chúng đã chiếm các tòa nhà của đảng. Vào ngày 29 tháng 1 năm 1990, hội nghị đảng lần thứ XI được tổ chức, dự định để tái tạo lại đảng. Sau cùng, Đảng đã tự giải tán, và một số thành viên quyết định thành lập 2 đảng Dân chủ Xã hội mới. Những người hoạt động cũ của Đảng lập nên đảng Dân chủ Xã hội của Cộng hòa Ba Lan (SdRP), dự tính là sẽ giữ các quyền lợi và bổn phận của đảng Cộng sản. Một số nhà hoạt động khác lập nên Liên minh Dân chủ Xã hội của Cộng hòa Ba Lan (USdRP), mà sau này đổi tên thành Liên minh Dân chủ Xã hội Ba Lan, sau nhập vào đảng Lao động Thống nhất. Đảng SdRP năm 1999 nhập vào đảng mới thành lập Liên minh Dân chủ cánh Tả, một đảng trung tả, hiện thời mạnh thứ 3 ở Ba Lan.
Vào tháng 10 năm 2002, một đảng mới có tên là Đảng Cộng sản Ba Lan được thành lập, vinh danh Stalin là người đã giải phóng các dân tộc và Kim Chính Nhật là lãnh tụ vĩ đại, tự cho là kế nghiệp đảng Cộng sản cũ.

## Hungary

Áp phích hội nghị thống nhất

Đảng Công nhân Hungary (tiếng Hungary: Magyar Dolgozók Pártja, MDP) là đảng Cộng sản cầm quyền tại Hungary từ 1948 tới 1956, được thành lập do đảng Cộng sản Hungary (MKP) và đảng Dân chủ Xã hội Hungary nhập lại. Mặc dù khoe là một liên minh bình đẳng, sự nhập lại là do kết quả của nhiều áp lực tới các nhà Dân chủ Xã hội từ phía các nhà Cộng sản Hungary và Liên Xô. Một vài nhà Dân chủ Xã hội có tinh thần độc lập mà chưa bị đưa ra ngoài lề bởi những chiến thuật cắt lát salami của những người Cộng sản, sau khi nhập lại đã bị đẩy ra ngoài, khiến cho đảng này thiệt ra là đảng MKP dưới một tên mới. Một số đảng chính trị nhỏ khác hợp pháp được phép tiếp tục như là liên đảng độc lập cho tới cuối năm 1949, nhưng hoàn toàn là công cụ đảng MDP. Tổng bí thư đảng MDP Rákosi Mátyás, lãnh đạo chính quyền từ 1949 tự cho là học trò giỏi nhất của Stalin, đã bị thay thế bởi nhà cải cách Imre Nagy 1956.

### Cuộc nổi dậy Hungary năm 1956
Trong Cuộc nổi dậy Hungary năm 1956, đảng này đã tái tổ chức lại thành Đảng Công nhân Xã hội chủ nghĩa (MSZMP) bởi một nhóm người Cộng sản chung quanh Kádár và Imre Nagy. Ngày 28 tháng 10 năm 1956, Chính quyền mới của Nagy tuyên bố công nhận cuộc nổi dậy không phải là một cuộc phản cách mạng, mà là "một diễn biến dân chủ, quốc gia vĩ đại" và giải tán lực lượng công an (ÁVH). Ngày 30 tháng 10, chính phủ tuyên bố chấm dứt chế độ độc đảng và sẽ thành lập một chính phủ đa đảng. Ngày hôm sau đó, Nagy tuyên bố sự trung lập của Hungary và ra khỏi khối Warszawa. Sau sự can thiệp của quân đội Liên Xô đập tan cuộc nổi dậy, ngày 8 tháng 11 năm 1956, đảng MSZMP, dưới sự lãnh đạo Kádár, hoàn toàn ủng hộ Liên Xô.

### Giải tán
Kádár về hưu vào ngày 22 tháng 5 năm 1988 và được nối nghiệp bởi thủ tướng Károly Grósz. Tuy nhiên, Grósz chẳng bao lâu tự nhận ra là mình đã bị lấn át bởi một nhóm cải cách cực đoan mà ủng hộ kinh tế thị trường. Vào ngày 28 tháng 1 năm 1989, một thành viên trẻ của bộ chính trị Imre Pozsgay tuyên bố trong một cuộc phỏng vấn với chương trình truyền thanh "168 giờ", ủy ban lịch sử của bộ chính trị xem biến cố năm 1956 là một 'cuộc nổi dậy của nhân dân'. Tuyên bố này, chưa được cho phép trước bởi bộ chính trị, kích động và gây súc tác nhiều phát triển khác nhau trong đảng, và đã đưa tới những thay đổi đột ngột và leo thang chưa từng có, mà dẫn tới sự kết thúc chủ nghĩa Cộng sản ở Hungary và sự giải tán đảng MSzMP.

### Đảng Xã hội chủ nghĩa Hungary
Cho tới mùa hè 1989, đảng MSzMP không còn là một đảng Marx-Lenin, và những nhà cải tổ cực đoan, đứng đầu bởi thủ tướng Miklós Németh, ngoại trưởng Gyula Horn, Rezső Nyers, và Pozsgay, đã nắm lấy bộ máy đảng. Vào ngày 26 tháng 6 năm 1989, Ủy ban Trung ương được đổi tên là Ủy ban chấp hành Chính trị, bộ chính trị được thay thế bằng một ban quản trị gồm 4 người, chủ tịch là Nyers. Mặc dù Grósz vẫn còn là tổng bí thư, Nyers đã vượt lên trên ông. Vào ngày 7 tháng 10 năm 1989, đảng MSzMP bị giải tán và đảng Xã hội chủ nghĩa Hungary (tiếng Hungary: Magyar Szocialista Párt, MSZP) được thành lập, một đảng Dân chủ Xã hội kiểu phương Tây trung tả.
MSZP đã thành công nắm lấy chính quyền qua các cuộc bầu cử quốc hội 1994, 2002, 2006. Trong cuộc bầu cử quốc hội 2010, đảng này bị đánh bại, chỉ được 19,3% số phiếu, đưa tới sự từ chức ghế chủ tịch đảng của Ildikó Lendvai.
Trong cuộc bầu cử quốc hội 2014, MSZP đã lập một liên minh với 4 đảng khác, nhưng cũng thất bại. Trong cuộc bầu cử quốc hội EU 2014 ở Hungary, MSZP đã đạt được ít phiếu nhất kể từ cuộc bầu cử quốc hội 1990, chỉ về hạng 3 với 10% số phiếu, đưa đến việc từ chức của chủ tịch Mesterházy và toàn thể ban điều hành.

### Đảng Công nhân Cộng sản Hungary
Một nhóm cộng sản nhỏ, chung quanh Grósz, chống lại sự thay đổi này và tách ra lập thành Đảng Công nhân Cộng sản Hungary vào ngày 17 tháng 12 năm 1989. Đảng Công nhân Cộng sản Hungary theo chủ nghĩa Cộng sản, sau này (2013) phải đổi tên là đảng Công nhân Hungary vì có một đạo luật ra năm trước cấm dùng tên nơi công cộng mà có liên quan tới "những chế độ chuyên chế trong thế kỷ XX".", cho tới nay không giành được một ghế nào trong quốc hội (2015).

## Cộng hòa Dân chủ Đức

Huy hiệu SED: Cử chỉ bắt tay biểu tượng cho sự thống nhất của phong trào công nhân vượt qua sự chia rẽ.

Tại vùng chiếm đóng của Liên Xô ở Đức 1946 cũng có sự hợp nhất cưỡng bức đảng Cộng sản Đức
(KPD) và đảng Dân chủ Xã hội Đức (SPD) thành Đảng Xã hội chủ nghĩa Thống nhất Đức (SED), dưới áp lực của lực lượng chiếm đóng Liên Xô, mặc dù có những sự chống đối dữ dội của đảng SPD. Trong khi thời gian đầu còn có sự bình đẳng giữa 2 đảng, các nhà Dân chủ Xã hội từ năm 1949 không còn đóng vai trò quan trọng nào nữa, hầu hết các chức vụ quan trọng đều do đảng viên đảng Cộng sản cũ nắm giữ. Đặc biệt từ 1948 cho tới 1951 đã đưa tới nhiều cuộc thanh trừng và bắt giam các nhà Dân chủ Xã hội độc lập.
Tổ chức của đảng SED theo nguyên tắc dân chủ tập trung (cấp dưới phải tuân theo chỉ đạo của cấp trên) và hoàn toàn theo thứ bậc.
Đảng SED cũng là đảng đầu tiên vào thời hậu chiến, ngay từ năm 1946 đã chấp nhận cho đảng viến Đức Quốc xã cũ gia nhập đảng. Theo như những phân tích trong nội bộ đảng vào năm 1954 25,8 % đảng viên đã từng thuộc đảng Quốc xã. Trong một vài tổ chức đảng theo thống kê của đảng SED họ chiếm 85 % số đảng viên. Địa phương, trong các hãng và các vùng, những người lãnh đạo SED đa số là cựu đảng viên Nazi.

### Cuộc nổi dậy 17 tháng 6
Cuộc nổi dậy Nhân dân vào ngày 17 tháng 6 năm 1953 là cuộc nổi dậy tập thể đầu tiên trong vùng ảnh hưởng của Liên Xô. Khoảng 1 triệu người đã biểu tình vào ngày đó ở Đông Đức đòi hỏi những điều kiện sống tốt hơn, dân chủ, tự do và thống nhất nước Đức. Các cuộc biểu tình xảy ra trên 700 nơi cuối cùng đã bị quân lính và xe tăng Liên Xô giải tán. Trên 50 người bị giết chết, hàng trăm người bị thương, hàng ngàn người bị bỏ tù nhiều năm. Đối với đảng SED, đây là một kinh nghiệm thương đau, bởi vì nó cho thấy họ không được sự tin tưởng ngay cả từ những người công nhân.

### Mất địa vị lãnh đạo, đổi tên

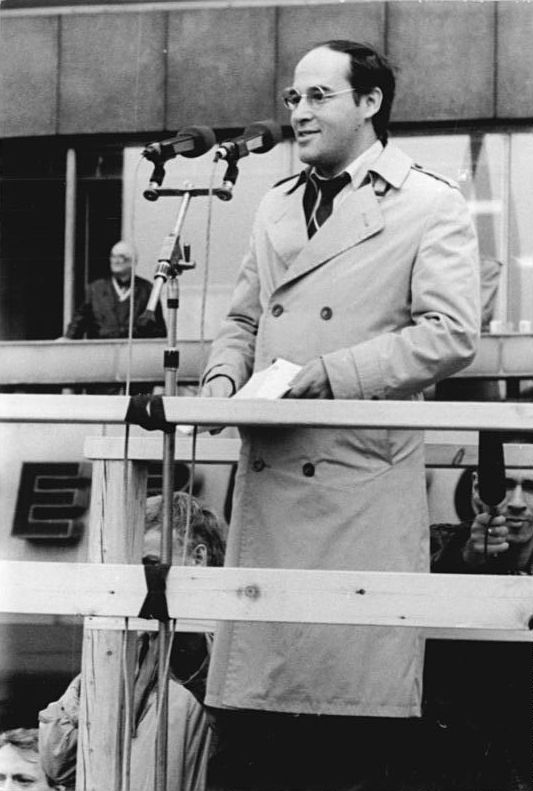
Gysi (đảng viên SED từ 1967, lãnh tụ đảng cánh Tả) nói chuyện tại một cuộc biểu tình ở Berlin vào ngày 4 tháng 11 năm 1989

Đảng SED vào tháng 5 năm 1989 có 2.260.979 đảng viên – theo số dân – họ có nhiều đảng viên nhất trong số các đảng Cộng sản ở khối phía Đông. Tuy nhiên đảng này cũng bảo thủ hơn nhiều so với 2 đảng cộng sản ở Ba Lan và Hungary. SED không chấp nhận những cải tổ mà đã được kêu gọi từ Liên Xô vào giữa thập niên 1980. Chỉ sau khi bức tường Berlin sụp đổ và những sự kiện cách mạng trong năm 1989 ở Đông Âu, nó mới đổi tên là SED-PDS (Đàng Xã hội chủ nghĩa Dân chủ, sau khi mất đi vị trị lãnh đạo nước. Vào ngày 1 tháng 12 năm 1989, quốc hội đã gạch bỏ quyền lợi lãnh đạo của đảng SED ra khỏi hiến pháp của nước Cộng hòa Dân chủ Đức. Trong đại hội đảng đặc biệt 8./9. và 16./17. tháng 12 năm 1989 đảng SED đã biểu quyết từ bỏ vô điều kiện chủ nghĩa Stalin.“ Trong thời gian này SED-PDS đã thay đổi rõ ràng về nhân sự, cách tổ chức và về nội dung. Vào ngày 4 tháng 2 năm 1990 đảng SED-PDS cũng đã bỏ phần tên SED, tên mới chỉ còn là Đảng Xã hội chủ nghĩa Dân chủ (PDS).
Vào ngày 17 tháng 7 năm 2005 đảng PDS đổi tên thành Die Linkspartei.PDS. Sau khi nhập vào với đảng WASG, đảng đổi thành Cánh Tả.

### Của cải và cơ sở hạ tầng của SED
SED có rất nhiều của cải, và những cơ sở hậu cần như nhà đảng, các nhà in, nhà xuất bản báo chí và cả những nơi nghỉ mát cùng những thứ khác. Ngoài ra họ còn có tiền để ở ngoại quốc, chẳn hạn như để giúp đỡ các đảng đàn em ở phương Tây và ở thế giới thứ Ba, và cho những mật vụ gián điệp, cùng 160 hãng có đăng ký. Riêng những số tiền tịch thu được sau ngày trở cờ cũng đến khoảng 1,16 tỷ Euro.
Ngoài ra còn có một lời phán của tòa án Kanton Zürich vào ngày 25 tháng 3 năm 2010, sau 18 năm thưa kiện, về số tiền 128.355.788 Euro, mà 1992 đã biến mất từ chương mục của 2 hãng thương mại Đông Đức. Người đại diện cho 2 hãng này là bà Rudolfine Steindling, người Áo, còn được gọi là „Rote Fini“, đã được nhà băng Bank Austria 1991 trả bằng tiền mặt. Ngân hàng Unicredit Bank Austria, kế nghiệp và chiu trách nhiệm về pháp lý phải trả cho Cộng hòa Liên bang Đức số tiền mất mát này.

## Tiệp Khắc

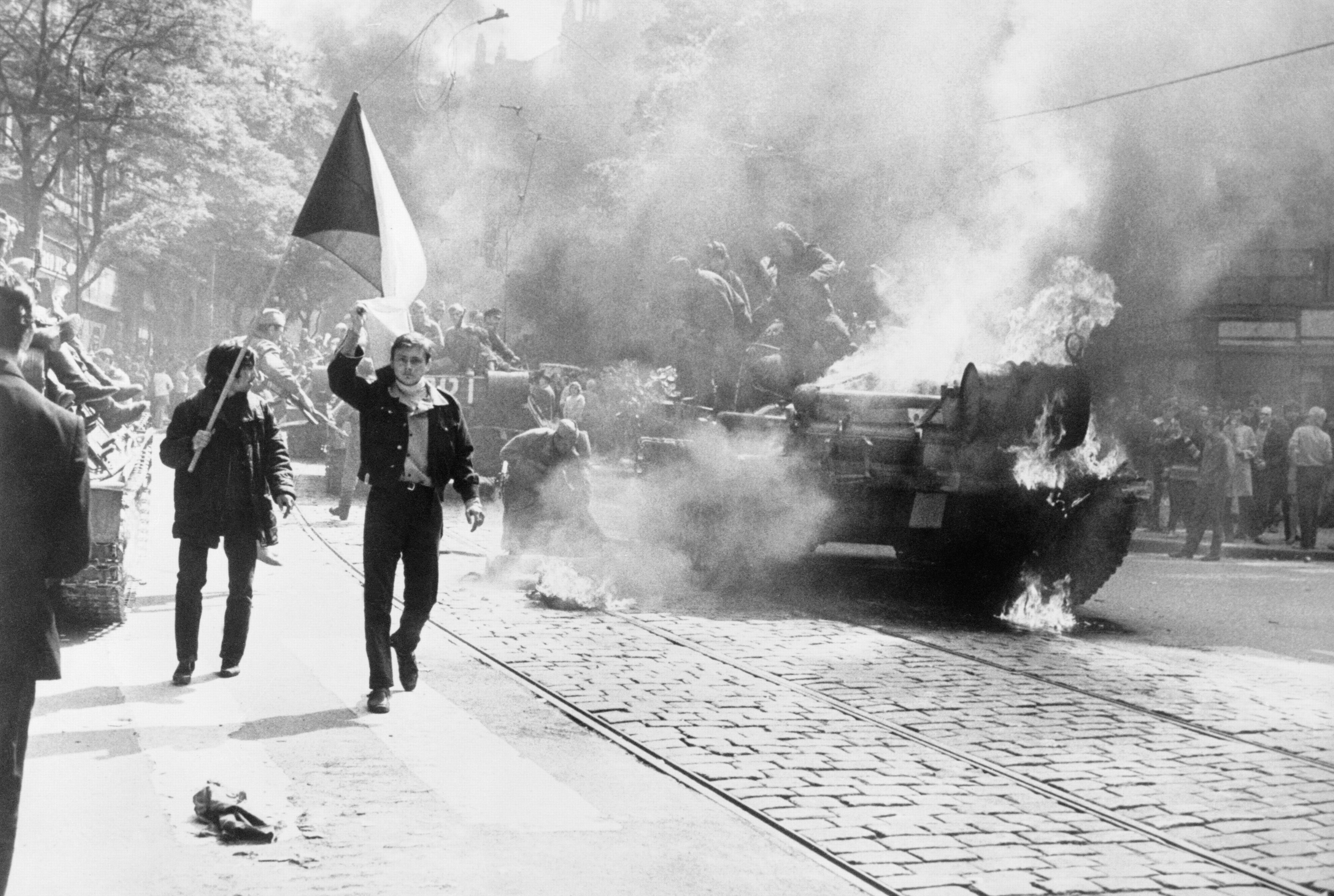
Người Tiệp Khắc với quốc kỳ trước một xe tăng Liên Xô bị cháy

Đảng Cộng sản Tiệp Khắc (KSČ) là một đảng cộng sản theo chủ nghĩa Mác-Lenin tồn tại từ năm 1921-1992. Đảng này bắt đầu cầm quyền trong một chính phủ liên minh từ năm 1945. Sau cuộc đảo chính Tiệp Khắc năm 1948 các cuộc bầu cử tự do và các tự do về chính trị bị hủy bỏ, quyền lực nằm vào tay Mặt trận Quốc gia, một liên minh trong đó đảng Cộng sản Tiệp Khắc giữ 2/3 số ghế, số còn lại chia cho 5 đảng chính trị khác. Tuy nhiên, trên thực tế đảng Cộng sản độc quyền về chính trị. Tại Tiệp Khắc cũng có cuộc thống nhất cưỡng bách, những nhà Dân chủ Xã hội Slovakia từ 1944 và Tiệp Khắc vào ngày 27 tháng 6 năm 1948 bị cưỡng bách nhập vào đảng KSČ.
Năm 1951 một cuộc tranh cãi đã xảy ra giữa chủ tịch Gottwald và người có thế lực mạnh thứ hai trong nước, tổng bí thư đảng Rudolf Slánský, về việc Tiệp Khắc có nên phát triển theo mô hình của Liên Xô. Slánský và nhiều đảng viên lão thành khác bị bắt và bị buộc tội tham dự vào một âm mưu của phe "Trotskyite-Titoite-Zionist". Họ đã bị mang ra một phiên tòa trình diễn vào năm 1952, Slánský và 10 người khác bị xử tử.

### Mùa xuân Praha
Vào đầu thập niên 1960, Kinh tế Tiệp Khắc đã xuống dốc rõ rệt, trong năm 1968, đảng Cộng sản Tiệp khắc đã giao quyền lãnh đạo cho nhà cải tổ Alexander Dubček. Ông ta đã khởi đầu một giai đoạn gọi là Mùa xuân Praha, trong đó ông ta dự định thực hiện "Xã hội chủ nghĩa với một bộ mặt nhân bản".
Việc tự do hóa này báo động Liên Xô và vào ngày 21 tháng 8 năm 1968, Liên Xô ra một chính sách chính trị gọi là học thuyết Brezhnev và xâm lăng Tiệp Khắc.

### Cách mạng Nhung 1989

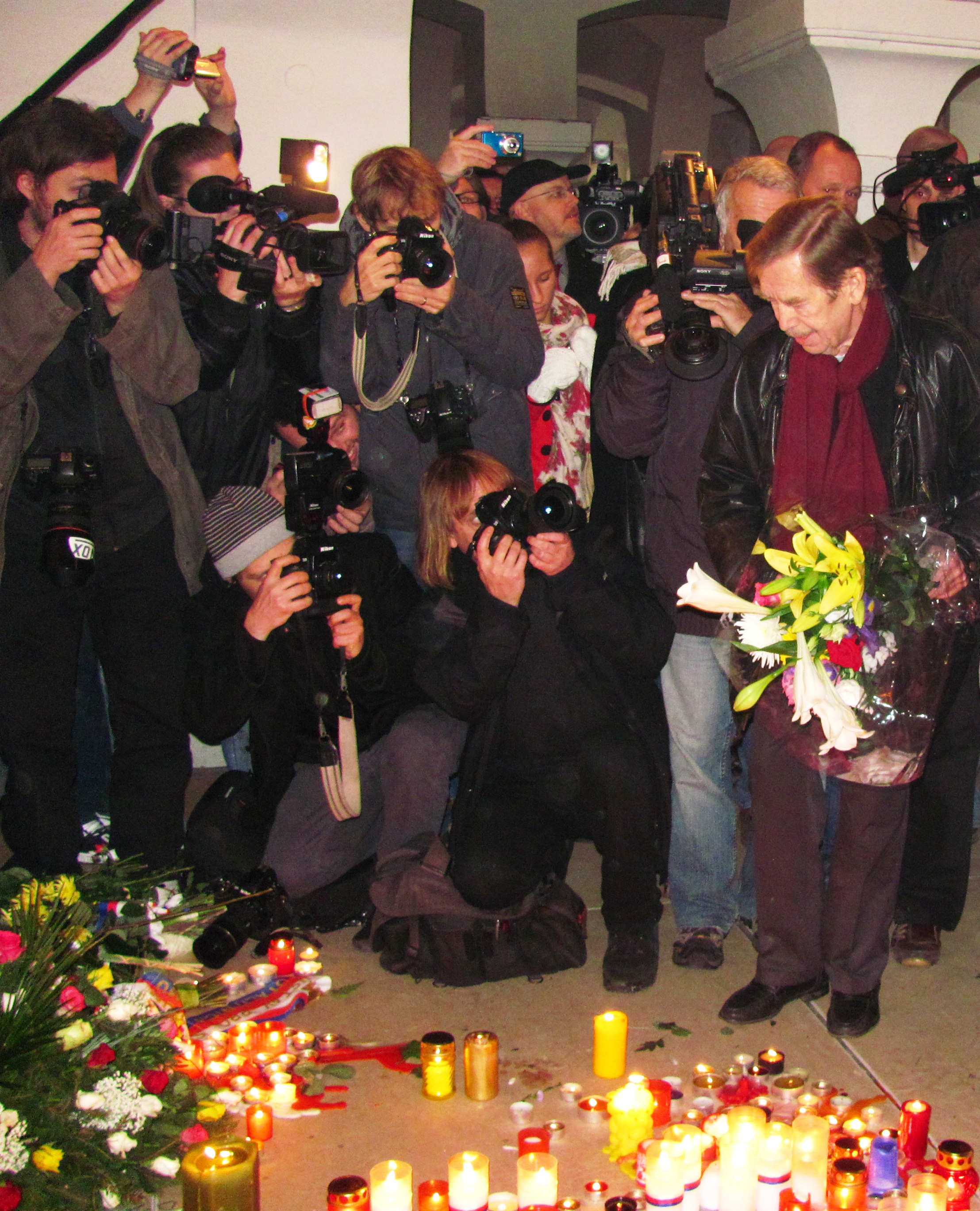
Václav Havel tại một đài tưởng niệm Cách mạng Nhung (đường Národní, Praha) 2010

KSČ đã từ bỏ quyền lực sau Cách mạng Nhung vào năm 1989. Ngày 17 tháng 11 năm 1989, Jakeš và toàn thể nhóm cầm đầu đã từ chức. Jakeš đã được kế nghiệp bởi Karel Urbanek, mà chỉ nắm quyền một tháng cho tới khi đảng chính thức từ bỏ quyền lực vào tháng 12. Sau đó trong cùng tháng, Husák, giữ chức tổng thống sau khi từ bỏ chức vụ tổng bí thư, bị bắt buộc phải thề, đây là một chính phủ không cộng sản đầu tiên trong 41 năm.

### Giải tán, bị lên án là một tổ chức tội ác
Đảng tiếp tục tồn tại trong 3 năm nữa, đổi tên viết tắt chính thức thành KSČS. KSČS đã giải tán khi Tiệp Khắc không còn tồn tại vào ngày 31 tháng 12 năm 1992. Nó đưa tới việc thành lập đảng Cộng sản Bohemia và Moravia ở Cộng hòa Séc và đảng Cộng sản Slovakia ở Slovakia.
Ngày 9 tháng 7 năm 1993, quốc hội Cộng hòa Séc đã ra "Nghị quyết về sự bất hợp pháp của chế độ Cộng sản và về kháng chiến chống lại nó" (tiếng Anh: Act on Illegality of the Communist Regime and on Resistance Against It, tiếng Séc: Zákon o protiprávnosti komunistického režimu a o odporu proti němu, zákon č. 198/1993 Sb.). Nghi quyết này tuyên bố, chế độ Cộng sản ở Tiệp Khắc (25.2.1948 – 17.11.1989) là bất hợp pháp và đảng Cộng sản Tiệp Khắc là một tổ chức tội ác. Cộng hòa Séc như vậy là nước kế vị đầu tiên của một nước trong khối phía Đông đã chính thức lên án chế độ Cộng sản.
Đảng Cộng sản Bohemia và Moravia là một trong số ít đảng kế vị đảng Cộng sản cầm quyền vẫn theo chủ nghĩa Cộng sản, mặc dù nó đã thay đổi nội cương để phù hợp với hiến pháp. Năm 2013 nó có 51 ngàn đảng viên, trong kỳ bầu cử quốc hội cùng năm nó đã được 14,9% số phiếu và 33 số ghế.

### Đảng mới 1995
Trong năm 1995 nhiều cựu đảng viên của KSČ thành lập một đảng mới, với cái tên là đảng Cộng sản Tiệp Khắc. Chương trình của đảng là để tái thiết lập chế độ ở Tiệp Khắc trong thời kỳ 1948-89. Lãnh tụ hiện tại là Miroslav Štěpán, cựu lãnh tụ KSČ ở Praha. Đảng còn rất nhỏ và cho tới giờ chưa chưa có đảng viên nào được bầu qua các cuộc bầu cử. Party website (bằng tiếng Séc).

## Romania

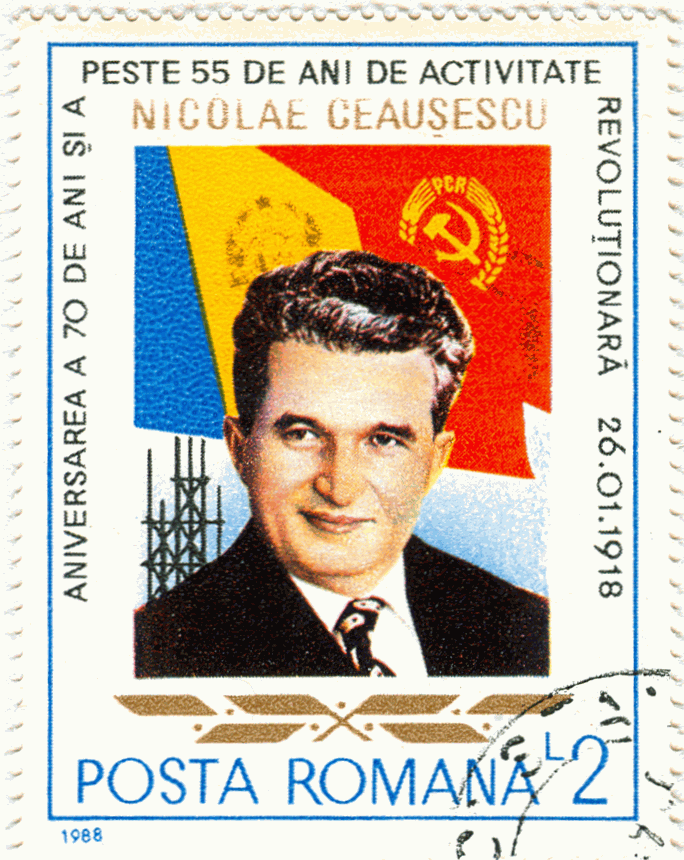
Tem kỷ niệm ngày sinh lần thứ 70 của Nicolae Ceauşescu, 1988

Đảng Cộng sản Romania (tiếng Romania: Partidul Comunist Român, PCR) thành lập 1921, ban đầu chỉ là một đảng nhỏ không có tầm quan trọng trên chính trường Romania. Trong thế chiến thứ Hai, nó liên minh với các đảng khác lập thành khối Quốc gia Dân chủ với mục đích lật đổ nhà độc tài Ion Antonescu, mà theo Phe Trục. Vào tháng 8 năm 1944, khi Ion Antonescus bị lật đổ, đảng PCR chỉ có khoảng 1 ngàn đảng viên. Tới tháng 11 năm 1944 số đảng viên đã tăng lên khoảng từ 5.000 cho đến 6.000.
Trong tháng 3 năm 1945, một chính phủ trên hình thức độc lập với đảng Cộng sản được hình thành, và được lãnh đạo bởi Petru Groza của Mặt trận người cày. Cho tới cuối năm 1945 đảng Cộng sản đã có 257.000 đảng viên. Trong cuộc bầu cử quốc gia 1946 đảng Cộng sản đã ra tranh cử trong một liên minh với Mặt trận người cày. Chính phủ của Groza lại được bầu.

### Nắm quyền
Vào tháng 12 năm 1947, với sự hỗ trợ của Liên Xô, đảng cộng sản đã cưỡng ép vua Michael I phải từ bỏ ngai vàng. PCR cũng đã làm áp lực thống nhất với đảng Dân chủ Xã hội và nắm chính quyền. Đảng PCR lúc đó có 465.000 đảng viên. Chủ tịch đảng Gheorghiu-Dej là một Stalinist. Những đối thủ chính trị bị bắt và bị tra tấn. Việc tịch thu ruộng đất đã bắt đầu từ năm 1945, từ năm 1948 chủ hãng và các doanh nhân khác cũng bị tịch thu tài sản. Từ năm 1950 đến lược các nông dân cũng bị mất đất đai và bị tập thể hóa; quá trình này mãi đến thập niên 1960 mới chấm dứt.
Khi Gheorghiu-Dej chết vào năm 1965, Nicolae Ceauşescu trở thành tổng bí thư Đảng Lao động Romania, sau này là Đảng Cộng sản Romania từ năm 1965 đến năm 1989, Chủ tịch Hội đồng Nhà nước từ năm 1967 và Chủ tịch Romania từ năm 1974 đến năm 1989. Thập kỷ cầm quyền thứ hai của Ceauşescu có đặc trưng là gia tăng tệ nạn sùng bái cá nhân, chủ nghĩa quốc gia cực đoan và mở rộng quan hệ nước ngoài với các cường quốc phương Tây và cả với Liên bang Xô viết. Ceauşescu cự tuyệt những cải tổ của Gorbatschow.

### Quân đội đảo chính, nhà độc tài bị xử bắn
Chính phủ Ceauşescu bị lật đổ bởi một cuộc đảo chính quân sự tháng 12 năm 1989, sau khi những cuộc biểu tình của quần chúng bắt đầu từ một tháng trước bị đập tan bởi cảnh sát chìm. Ceauşescu và vợ của ông bị bắn bỏ sau một phiên xử hai giờ được quay phim bởi một toà án chiếu lệ. Đảng Cộng sản Romania không giải tán chính thức mà tự động biến mất. Tốc độ mà đảng này, một trong những đảng Cộng sản lớn nhất, giải tán, được các nhà phê bình cho thấy đó là một trong những chứng minh, con số đông đảng viên đã gây cảm tưởng sai lầm về sự dấn thân thực sự.
Ngày 16 tháng 11 năm 1990, Ilie Verdeţ, cựu thủ tướng dưới thời Nicolae Ceauşescu đã lập ra Đảng Lao động Xã hội chủ nghĩa (tiếng Romania: Partidul Socialist al Muncii, PSM) một đảng dân tộc chủ nghĩa thân tả. Vào năm 1992 đảng này được 3% số phiếu và được ghế trong quốc hội. Năm 2003, đảng này nhập vào đảng Dân chủ Xã hội; những đảng viên mà không chấp nhận, lập ra Đảng con đường Xã hội chủ nghĩa.
Hiện nay cả đảng Cộng sản Romania lẫn Đảng con đường Xã hội chủ nghĩa đều nhận là đảng kế vị của PCR, cả hai đều chưa khi nào đạt được một ghế trong quốc hội.
Đảng Con đường Xã hội chủ nghĩa, được thành lập từ năm 2003, muốn đổi tên thành Đảng Cộng sản Romania, nhưng không được chính quyền cho phép.
Đảng Cộng sản Romania (hiện tại), được thành lập lại vào năm 2010, Đảng Con đường Xã hội chủ nghĩa là một đảng cộng sản giả tạo, đã đi đăng ký 2012, nhưng chính quyền vẫn không chấp nhận tên này.

## Bulgaria

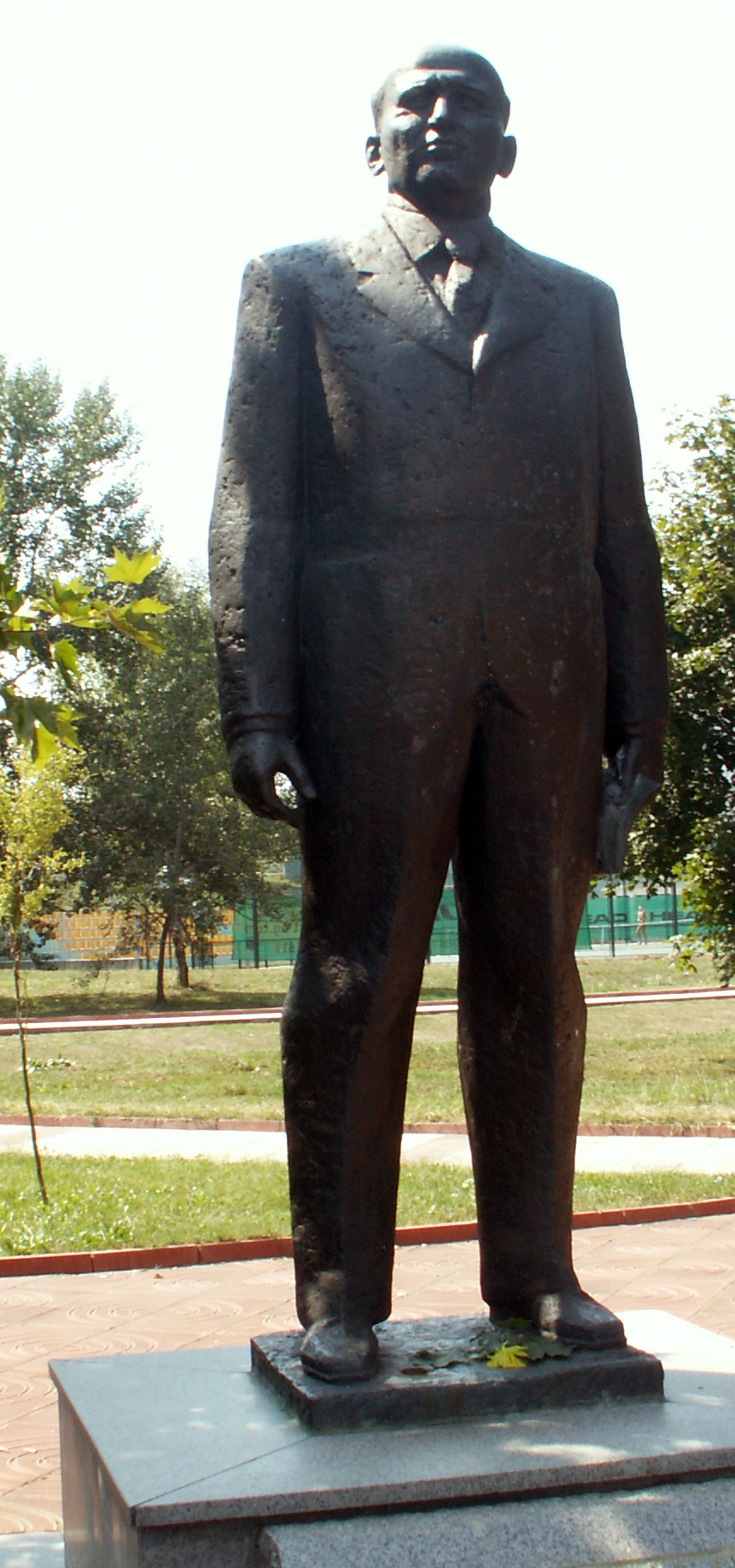
Tượng Todor Zhivkov ở Pravets

Đảng Cộng sản Bulgaria (Българска Комунистическа Партия, Balgarska Komunisticheska Partiya; БКП, BKP) bắt nguồn từ một đảng Công nhân với khuynh hướng Dân chủ Xã hội, thành lập năm 1903. Sau đó nó chịu ảnh hưởng của cuộc Cách mạng Tháng Mười và gia nhập Đệ Tam Quốc tế khi tổ chức này mới thành lập vào năm 1919 với cái tên là Đảng Cộng sản Bulgaria. 1938 BKP nhập với đảng Công nhân Bulgaria. 1948 nó thống nhất với đảng Công nhân Xã hội chủ nghĩa Bulgaria và lấy lại cái tên cũ Đảng Cộng sản Bulgaria.
BKP lãnh đạo liên minh mặt trận Tổ quốc, năm 1944 gần cuối thế chiến thứ Hai nhờ sự giúp đỡ của Hồng quân đã đảo chính lên nắm chính quyền. Họ tổ chức những tòa án nhân dân để hành quyết những thành viên chính phủ, các nhà cố vấn cho vua Bulgaria, các đại biểu quốc hội và cả thủ tướng chính quyền cũ.

### Từ 1945
Dimitrow, thành viên của Ủy ban Trung ương từ năm 1919, lãnh đạo đất nước từ năm 1946 cho đến khi ông chết vào năm 1949.
Sau cái chết của Dimitrow, Walko Tscherwenkow, một người Stalinisten cực đoan, đã lên lãnh đạo đảng, cho thực hiện nhiều biện pháp thanh trừng đảng dưới sự chỉ đạo của Liên Xô. BKP 1948 gia nhập vào (Liên minh Cộng sản Âu Châu (Cominform). Việc đảng Cộng sản Nam Tư bị cho ra khỏi Cominform, đưa đến việc thanh trừng trong nước những người bị cho là theo chủ nghĩa Tito. Hàng ngàn đảng viên và những người bị cho là phản cách mạng đã bị bắt giam. Vào tháng 5 năm 1954, một năm sau cái chết của Stalin, Tscherwenkow đã bị loại trừ. Chủ tịch đảng từ 1954 tới 1989 là Todor Schiwkow.
Được Chruschtschow yểm trợ và là bạn thân của Leonid Breschnew, Schiwkow trong thời chiến tranh Lạnh rất trung thành với Liên Xô. Ông còn đề nghị 1963 và 1973, nhập Bulgaria vào Liên Xô, với lý luận là cả hai nước có cùng nguồn gốc dân Slav và có chữ viết tương tự.

### Đảng Xã hội chủ nghĩa Bulgaria
Những đòi hỏi cải tổ mà lan ra từ các nước Đông Âu khác 1989, đã buộc đảng này phải cải tổ, từ bỏ chủ nghĩa Marx-Lenin 1990 và đổi tên là Đảng Xã hội chủ nghĩa Bulgaria (BSP). Tuy nhiên nó vẫn không bỏ lại quá khứ cộng sản mà dính liền với những tội ác của nó. Schiwkow 1989 bị loại trừ khỏi đảng, và vào ngày 18 tháng 1 năm 1990 bị bắt. Hai năm sau ông đã bị xử 7 năm tù về tội cướp đoạt ngân quỹ quốc gia và hối lộ, vì lý do sức khỏe 1996 đổi thành tù tại gia.
Sau đó một số thành viên tách ra lập đảng riêng. Họ dùng tên với từ Cộng sản, để mà tiếp nối truyền thống cũ. Chẳng hạn như Đảng Cộng sản Bulgaria  với Alexander Paunow, thuộc Liên minh Bulgaria, mà được lãnh đạo bởi đảng BSP. Một đảng khác là đảng những người Cộng sản Bulgaria thuộc Liên minh cánh Tả Bulgaria..
Đảng Xã hội chủ nghĩa Bulgaria nắm quyền từ 1995 tới 1997, nhưng chủ tịch đảng Schan Widenow, mà là thủ tướng lúc đó phải từ chức vì một cuộc khủng hoảng kinh tế trầm trọng. 2001 Liên minh Bulgaria bao gồm BSP đã đạt được 17,1 % số phiếu và 48 trong số 240 ghế ở quốc hội. Tại cuộc bầu cử quốc hội 2005 họ đã được 34,2 % số phiếu cũng như 82 trong số 240 ghế và đã nắm chính quyền trong một liên minh với đảng cấp tiến Phong trào quốc gia vì sự ổn định và tiến bộ (NDSW) và Phong trào pháp quyền và tự do (DPS) của dân tộc thiểu số Thổ. Sau cuộc bầu cử quốc hội 2009 nó cùng với đảng DPS trở thành đảng đối lập.

## Nam Tư

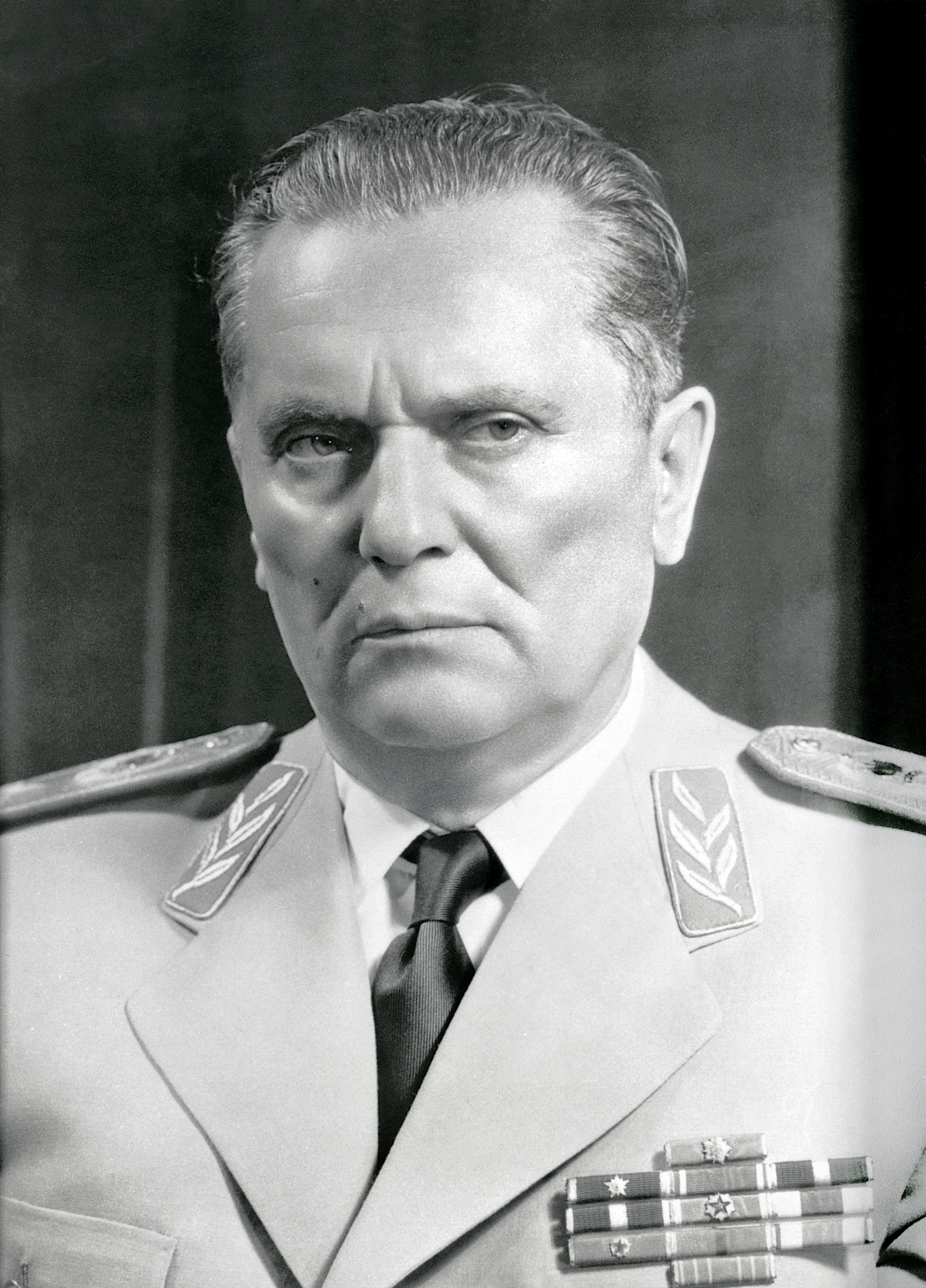
Josip Broz Tito lãnh đạo đảng Cộng sản Nam Tư từ cuối thập niên 1930 cho tới khi chết 1980.

Liên đoàn những người Cộng sản Nam Tư  (tiếng Serbia-Croatia: Savez komunista Jugoslavije, Савез комуниста Југославије, SKJ/СКЈ; tiếng Slovene: Zveza komunistov Jugoslavije; tiếng Macedonia: Сојуз на комунистите на Југославија) là đảng nắm quyền ở Nam Tư từ 1945 cho đến 1989. Trước 1952, đảng này có tên là Đảng Cộng sản Nam Tư được thành lập vào năm 1919. Trong cuộc bầu cử đầu tiên ở vương quốc Nam Tư mà mới được thành lập, đảng đã đạt được nhiều phiếu mặc dù chưa được tổ chức chặt chẽ. Năm 1921 nó bị cấm vì bị coi là thù nghịch với nhà nước. Khoản 1000 đảng viên còn lại phải hoạt động kín. 1942 trong cuộc chiến tranh chống Phát Xít Đức Ý,lực lượng vũ trang Cộng sản trở thành lực lượng kháng chiến mạnh nhất ở Nam Tư. Năm 1945 đảng này lên nắm chính quyền và biến Nam Tư thành một nhà nước độc đảng.

### Từ bỏ chủ nghĩa Stalin

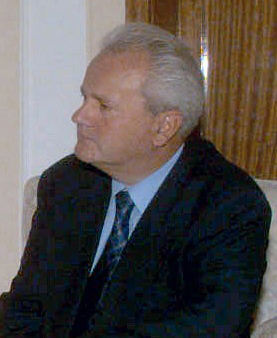
Slobodan Milošević tổng thống Serbia từ 1989 tới 1997.

Trong đại hội đảng VII vào năm 1952, khi Nam Tư hoàn toàn từ bỏ chủ nghĩa Stalin, nó đổi tên thành Liên đoàn những người Cộng sản Nam Tư. Đảng này được lãnh đạo bởi Josip Broz Tito từ 1937 tới 1980, là đảng cộng sản đầu tiên nắm quyền trong lịch sử khối phía Đông mà đã công khai chống lại chính sách chung được điều khiển bởi Liên Xô và đã bị đuổi ra khỏi Cominform vào năm 1948 sau khi Joseph Stalin buộc tội Tito theo chủ nghĩa dân tộc. Đảng này theo chính sách Tự quản lý Công nhân và chủ nghĩa Cộng sản độc lập, được biết tới như là chủ nghĩa Tito.

### Khủng hoảng và giải thể
Sau cái chết của Tito vào năm 1980, đảng Cộng sản theo mô hình lãnh đạo tập thể, trong đó ghế chủ tịch đảng mỗi năm lại được chuyền cho người khác. Ảnh hưởng của đảng giảm dần đi và hướng tới một cấu trúc liên bang mà các nhánh đảng ở các nước cộng hòa được cho thêm nhiều quyền lực. Con số đảng viên tiếp tục gia tăng đạt tới 2 triệu vào giữa thập niên 1980, nhưng thẻ đảng không còn có danh thế như ngày xưa nữa.
Slobodan Milošević trở thành chủ tịch Liên đoàn Cộng sản Serbia năm 1987, phối hợp giữa những ý thức hệ dân tộc với đối lập với các cải tổ tự do. Khoảng cách giữa các nhánh đảng ở các nước Cộng hòa khác nhau dân dẫn tới sự giải thể Liên đoàn Cộng sản Nam Tư, khi những rạn nứt giữa người cộng sản Serbia và Slovenia dẫn tới sự tan vỡ của đảng ra thành các đảng khác nhau cho mỗi nước Cộng hòa. Các đoàn thể Cộng sản tại mỗi Cộng hòa chẳng bao lâu sau đó đổi tên thành đảng Xã hội chủ nghĩa hay Dân chủ xã hội, biến hóa thành những phong trào, mặc dù khuynh tả nhưng không còn hoàn toàn cộng sản nữa.

## Albania

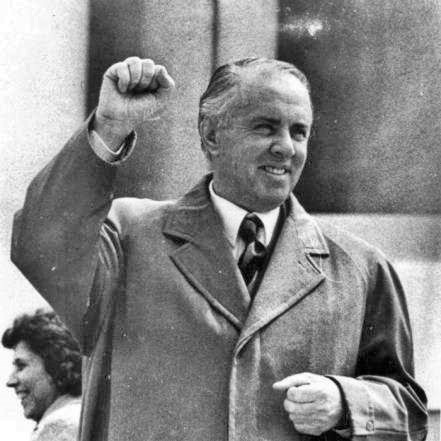
chủ tịch đảng Enver Hoxha 1971, lúc Albania nương tựa Trung Quốc về kinh tế và chính trị.

Đảng Lao động Albania  (PLA) là một đảng Cộng sản ở Albania, được thành lập 1941 (rất trễ so với các đảng Cộng sản khác ở Đông Âu) dưới sự trợ giúp của đảng Cộng sản Nam Tư, lúc đó cho tới 1948 được gọi là đảng Cộng sản Albania. Enver Hoxha được bầu làm chủ tịch đảng và giữ chức vụ này cho tới khi chết vào năm 1985.

### Nắm quyền
Cho tới khi thế chiến thứ Hai chấm dứt ở Albania vào năm 1944, phe cộng sản đã lãnh đạo phong trào du kích. Họ đã không những chiến đấu chống lại quân đội phát xít chiếm đóng mà cả những đối thủ chính trị trong nước như đảng Quốc gia Balli Kombëtar. Trong thời chiến tranh cũng như những năm đầu thời hậu chiến họ đã liên minh với Liên đoàn Cộng sản Nam Tư dưới sự lãnh đạo của Josip Broz Tito.
Trong cuộc bầu cử quốc hội để thành lập lại nước độc lập Albania vào tháng 11 năm 1944, đảng CPA đã đạt được 93,8 số phiếu. Trước đó đảng Cộng sản đã cấm nhiều nhóm tư sản ra tranh cử và cáo buộc những nhóm này là kẻ thù của nhân dân và tay sai của Phát xít. Qua hiến pháp 1946 đảng CPA là đảng hợp pháp duy nhất trong nước, tất cả các phe nhóm chính trị khác đều bị cấm. Một vài đại biểu quốc hội đối lập đã bị giết, nếu họ không kịp thời trốn ra nước ngoài. PLA từ 1945 tới 1991, dưới sự lãnh đạo của Enver Hoxha, cai trị nước này theo chế độ độc đảng, ban đầu theo chủ nghĩa Tito, rồi Marx-Lenin, sau đó Mao, rồi cuối cùng theo một mô hình xã hội chủ nghĩa riêng với khuynh hướng cô lập và tự lập.

### Lập nên đảng mới

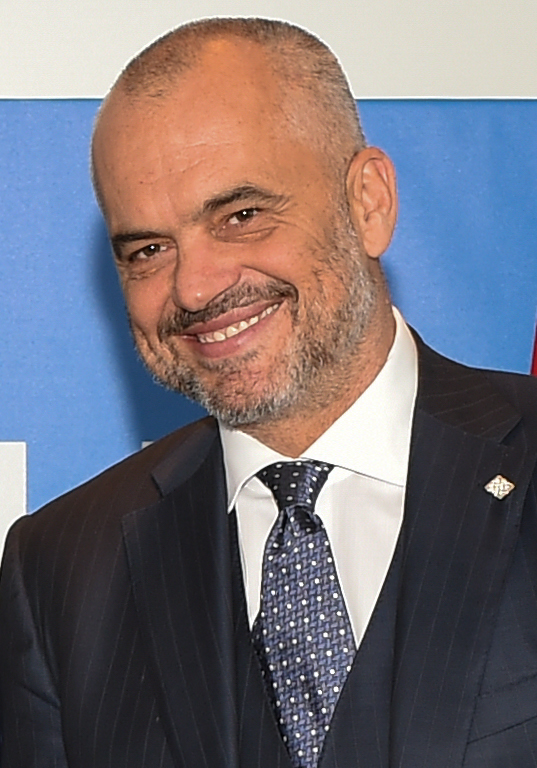
Edi Rama (2014) chủ tịch PS từ 2005, thủ tướng Albania từ 2013

Dưới thời Ramiz Alia, người kế vị Enver Hoxha, chế độ cộng sản đã có những cải tổ nhỏ, nhưng mãi đến cuộc cách mạng mùa đông 1990/91 đảng PLA mới từ bỏ quyền lãnh đạo quốc gia. PLA rồi tự giản thể và lập thành đảng Xã hội chủ nghĩa Albania (PS), một đảng Dân chủ Xã hội, bây giờ là một trong 2 đảng chính ở Albania. Năm 2013, đảng PS là đảng được nhiều ghế nhất trong quốc hội và nắm chính quyền trở lại.
Một nhóm người khác tách ra, tự gọi là "những người tình nguyện của Enver", được lãnh đạo bởi Hysni Milloshi, lập thành đảng Cộng sản Albania (1991), tự xem là thừa kế đảng PLA nhưng mãi đến 1998 mới ra tranh cử lần đầu, tuy nhiên cho tới bây giờ, họ không đạt được số phiếu nào đáng kể.